# Arctostaphylos patula
Arctostaphylos patula (лат.) — вид кустарников из рода Толокнянка (Arctostaphylos) семейства Вересковые (Ericaceae). Произрастает в западной части Северной Америки, где встречается на средних и больших высотах.

## Описание
Arctostaphylos patula — кустарник от 1 до 2 м в высоту. Некоторые нижние ветви укореняются в почве, а другие распростёрты в стороны. Стебли извилистые, красновато-коричневого цвета и блестящие из-за железистой секреции. Черешки могут иметь прозрачные или железистые волоски. Листья овальные или почти круглые, плоские, блестящие и гладкие, 6 см в длину и до 4 см в ширину. Кустарник цветёт обильными белыми или розовыми цветками в форме урны, каждый с пятью маленькими лепестками у устья венчика, висят пучками. Плоды — тёмно-коричневые костянки шириной около 1 см, каждая из которых содержит около пяти семян в твёрдой оболочке, которые могут срастаться между собой. Семена в основном распространяются млекопитающими, запасающими семена. Плоды потребляются и распространяются птицами и млекопитающими среднего и крупного размера, такими как медведи, койоты, коати и лисы. Для прорастания семенам требуется огонь, а затем холодные условия. Семена могут оставаться в состоянии покоя в почве в течение сотен лет. В некоторых районах Arctostaphylos patula образуют лигнотуберы, из которых они могут размножаться вегетативно.

## Ареал и местообитание
Вид Arctostaphylos patula — один из самых распространённых среди толокнянок Северной Америки. Его ареал охватывает большую часть западной части Северной Америки. Северный край ареала находится в штате Вашингтон, восточный край  — в Колорадо, западный край на североамериканском западном побережье и самый южный край  — в Нижней Калифорнии (Мексика). Растёт в хвойных лесах на высоте от 460 до 3660 м над уровнем моря.

## Экология
Этот вид является источником плодов для некоторых млекопитающих, а также важным кормовым растением для оленей.

## Использование
Некоторые племена индейцев Плато использовали плоды Arctostaphylos patula для приготовления чая в качестве слабительного.

## Галерея

Arctostaphylos patula
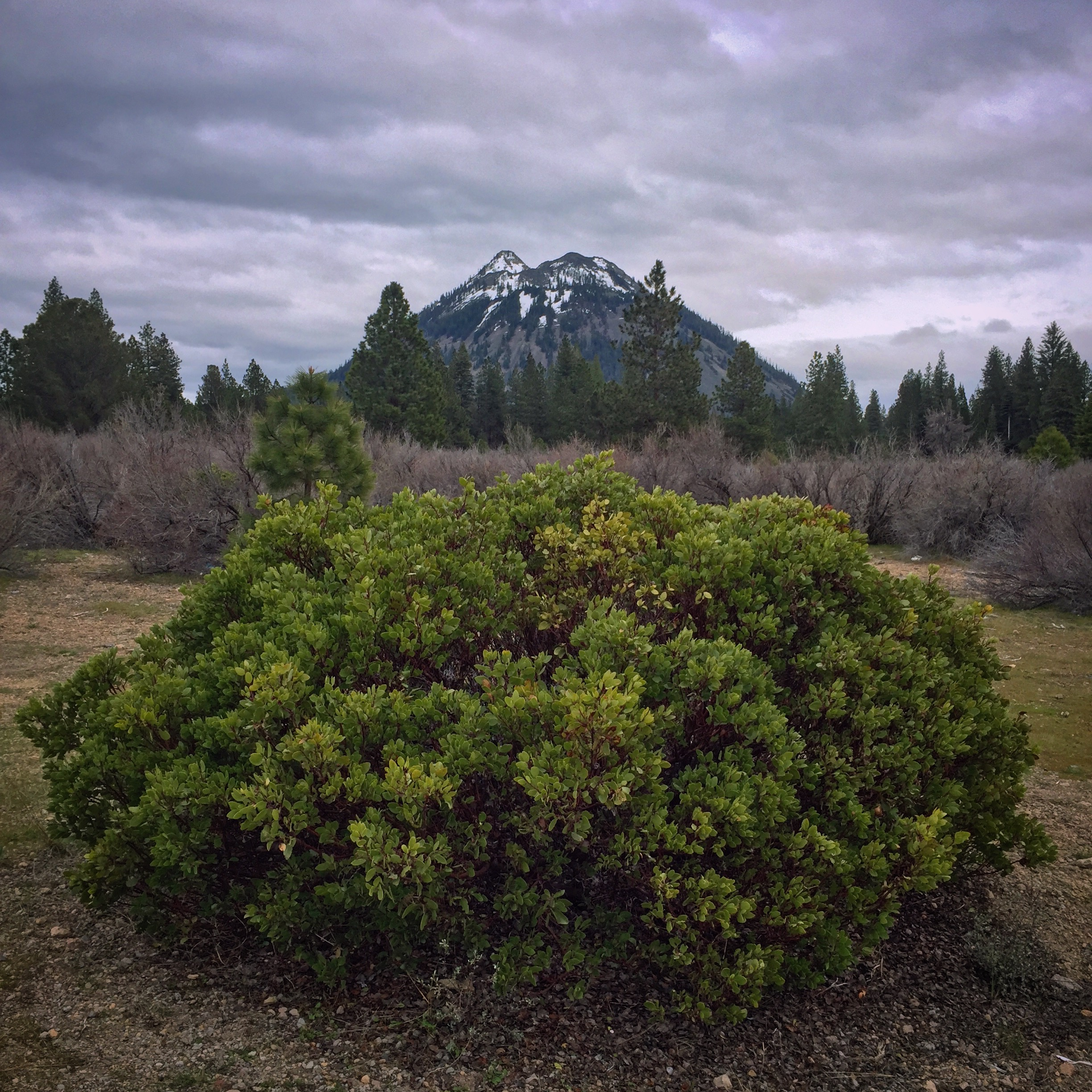
Куст  на фоне вулкана Шаста
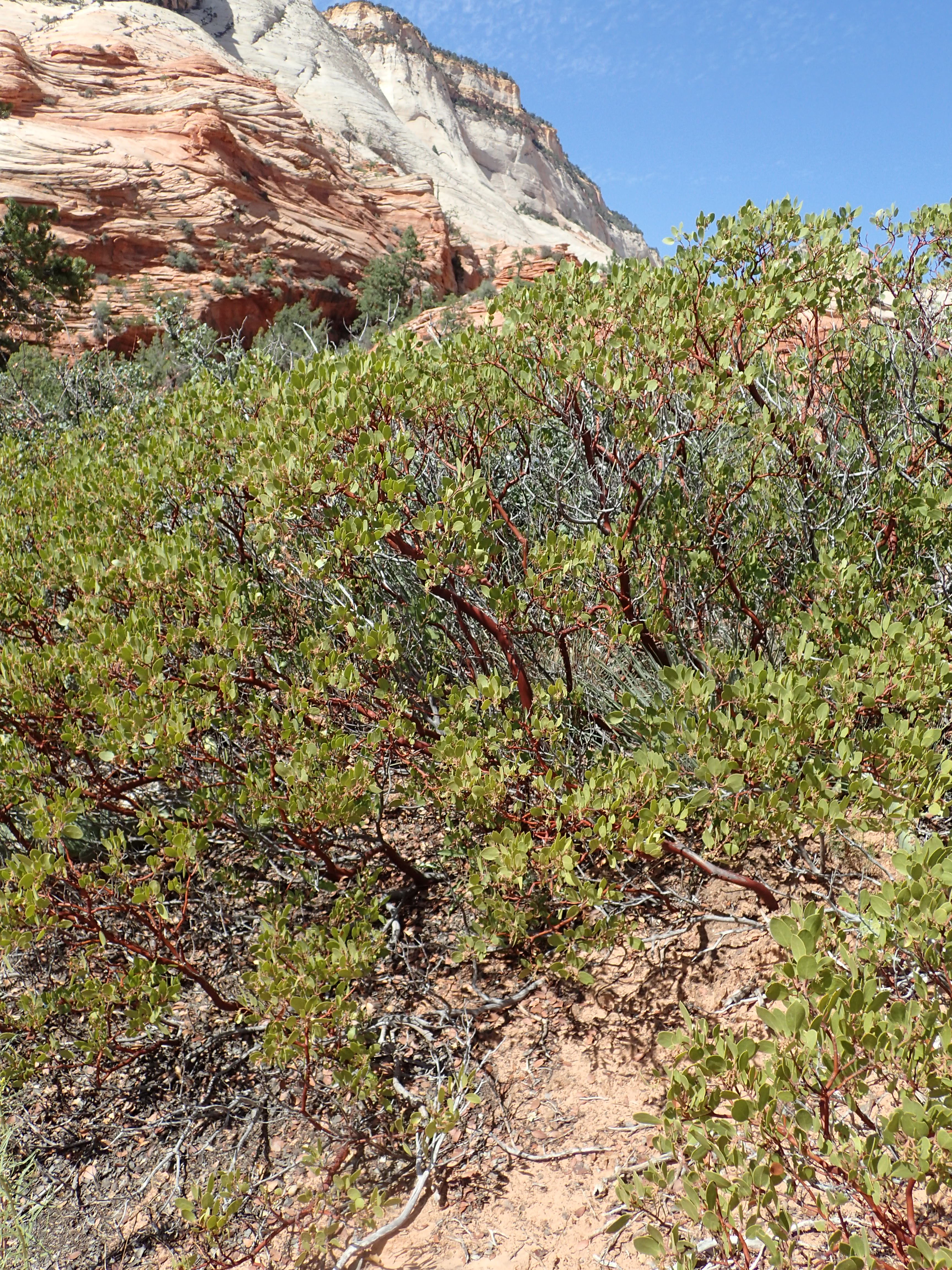
В природе
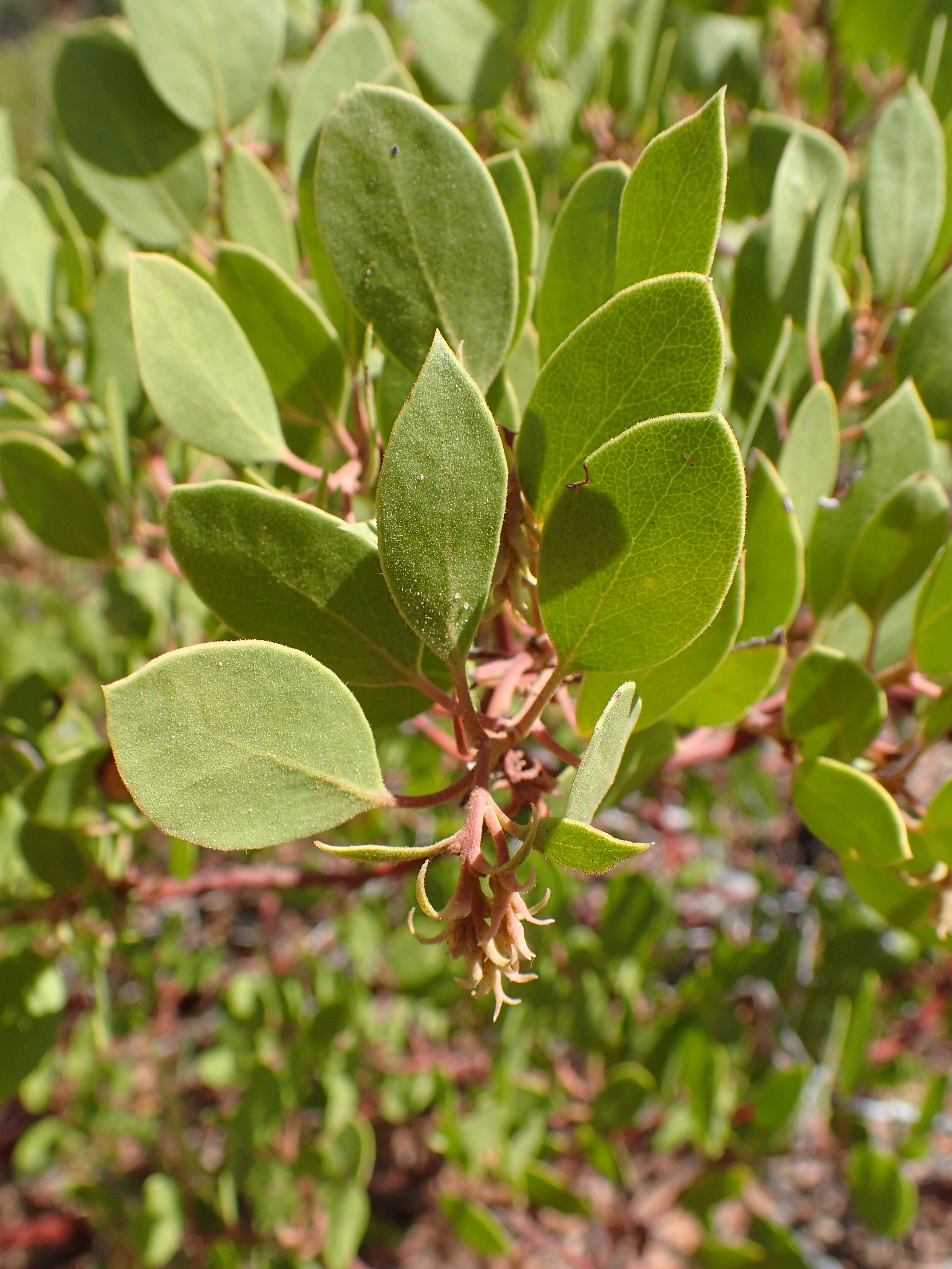
Листва
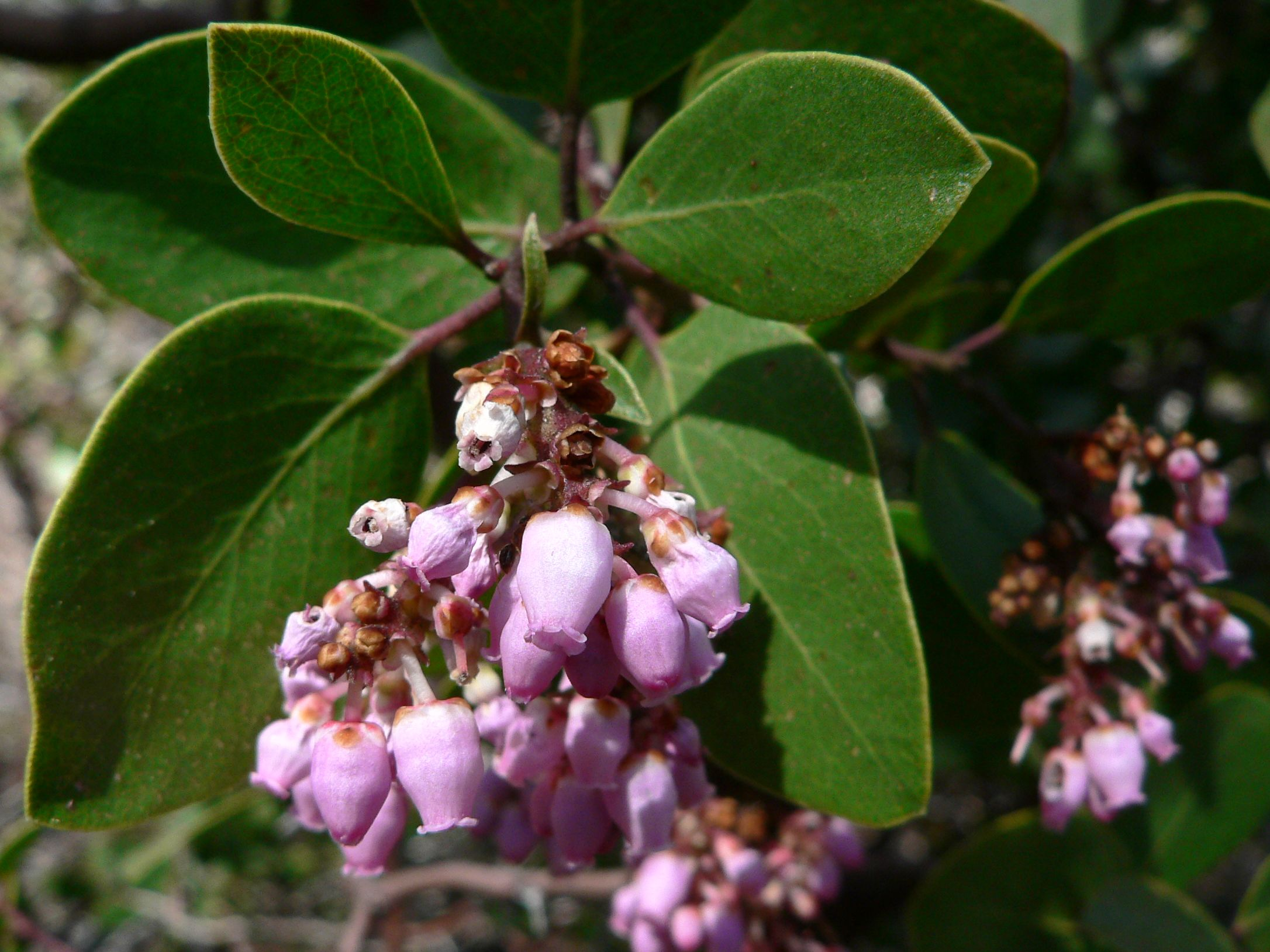
Цветки
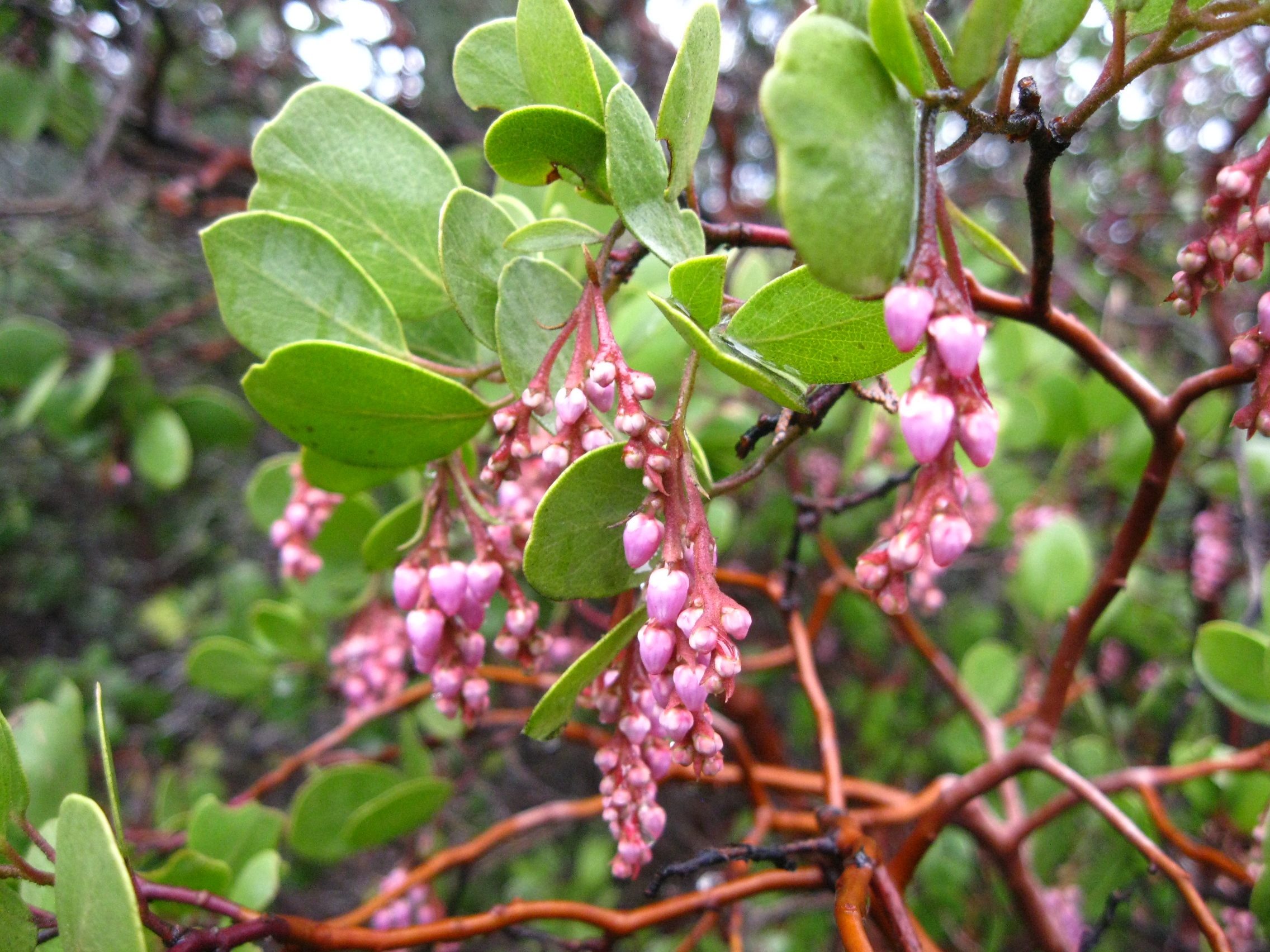
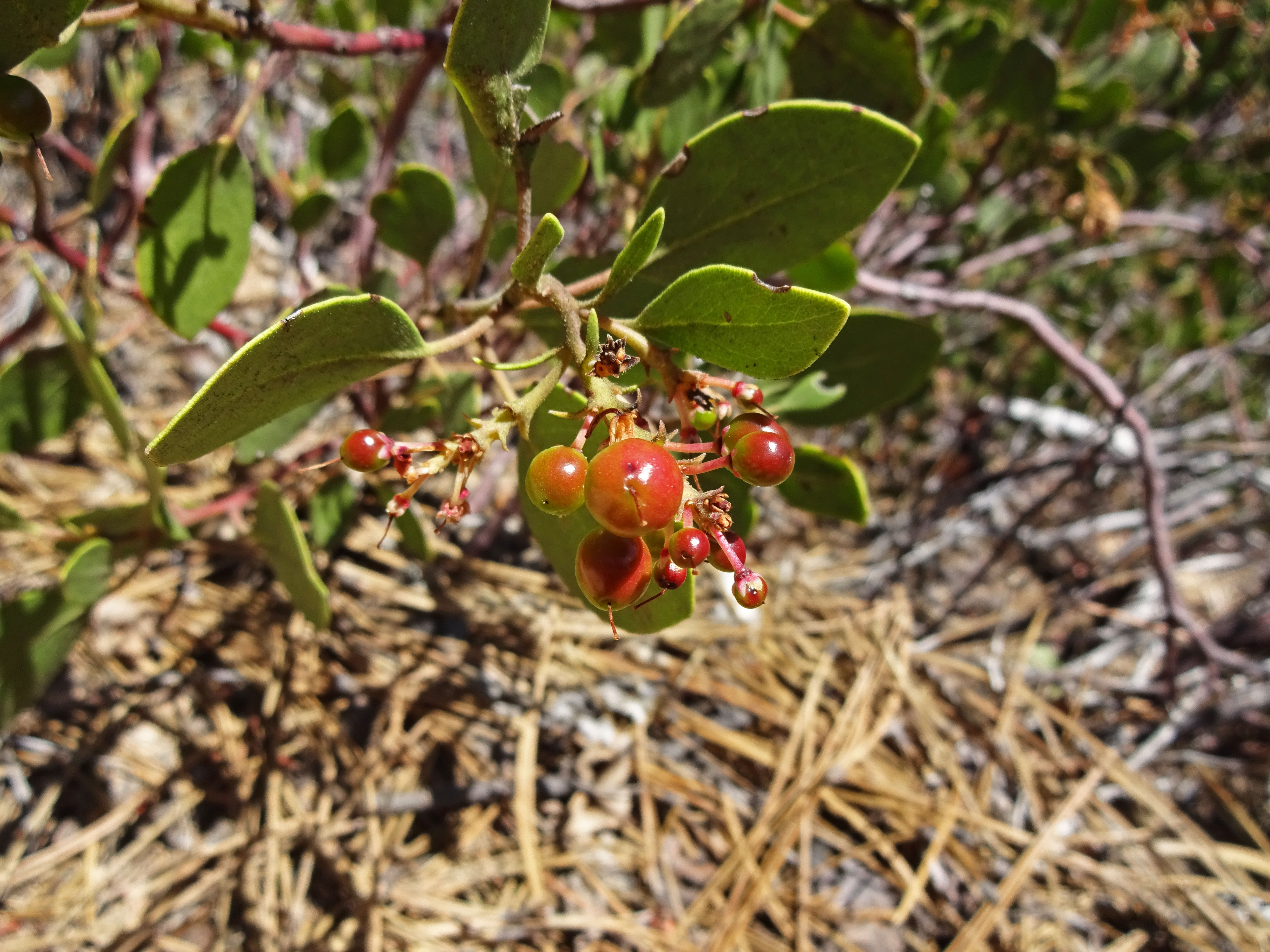
Плоды